# Ronnie James Dio

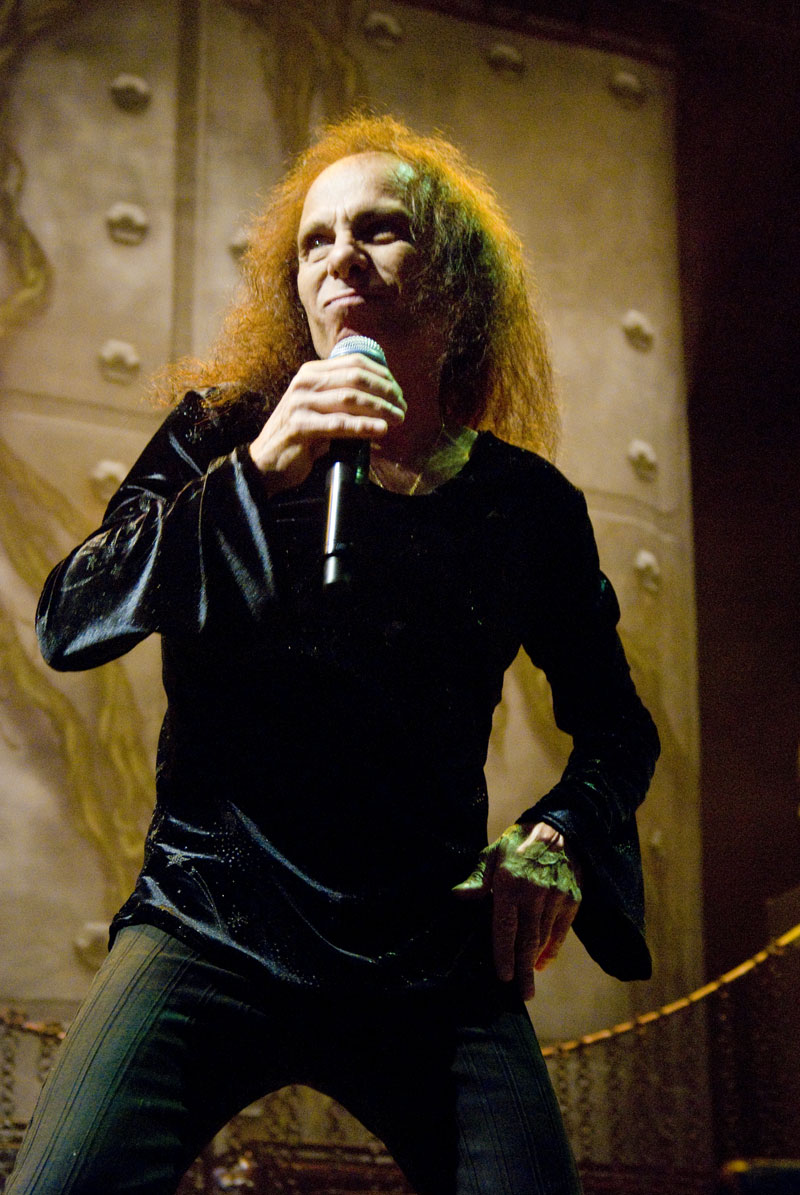
Dio live in Chicago (2009)

Ronnie James Dio (* 10. Juli 1942 in Portsmouth, New Hampshire als Ronald James Padavona; † 16. Mai 2010 in Los Angeles) war ein US-amerikanischer Hard-Rock- und Heavy-Metal-Sänger der Bands Elf, Rainbow, Black Sabbath, Dio und Heaven and Hell. Er gilt in diesem Bereich der Musik als einer der bedeutendsten Sänger. Dio wird zudem oft als Erfinder der Mano-cornuta- bzw. Devil-Horns-Handgeste genannt, die sich als Gruß in der Metal-Szene weltweit etablierte. Da Dio diese sehr prominent verwendete, trug er zur Popularisierung der Geste bei.

## Werdegang

### Anfänge

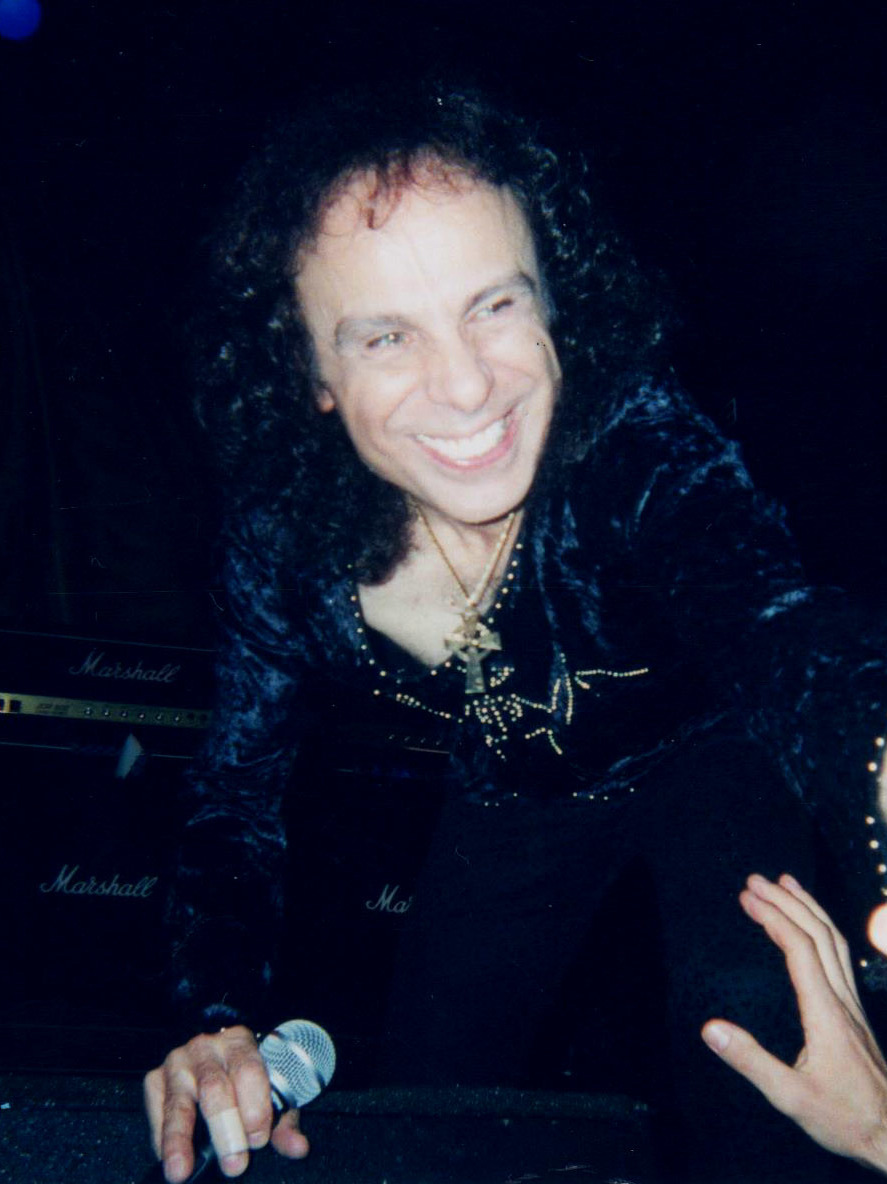
Ronnie James Dio (2002)

Dio spielte ab seinem fünften Lebensjahr auf Drängen seines Vaters Trompete und Bassgitarre. Im Jahre 1957, im Alter von 14 Jahren, spielte er zum ersten Mal in einer Band. Es handelte sich um die Schulband The Vegas Kings aus Cortland. Der Bandname wechselte über Ronnie & The Rumblers in Ronnie and the Red Caps.
Um 1960 benutzte Dio zum ersten Mal den Künstlernamen Dio (italienisch für „Gott“). Laut eigener Aussagen in Interviews nutzte er das Pseudonym in Anlehnung an einen Mafioso aus Florida namens Johnny Dio, der ihn zu der Zeit beeindruckte. Dies ging so weit, dass er sich auf Konzerten auch als Neffe des Mafioso ausgab, um sich wichtig zu machen. Dass ein Angestellter einer Konzert-Venue aber tatsächlich Kontakt zu den Leuten um Johnny Dio hatte und diese dann zu einem Gig des vermeintlichen Neffen einlud, sorgte beim jungen Ronnie James Dio im Nachhinein für monatelange Angstzustände, weswegen er fortan nicht mehr diese vermeintliche familiäre Bindung vorgab. Johnny Dio ließ allerdings später Grüße an seinen „Neffen“ ausrichten und wünschte ihm für seine musikalische Karriere alles Gute. Ob sich Johnny Dio aus Spaß auf diese Finte einließ oder tatsächlich keinen Überblick über seine Neffen hatte, ist nicht überliefert.
Nach erneutem Wechsel des Bandnamens in Ronnie Dio and the Prophets erschienen diverse Singles und ein erstes Album, mit dem Titel Dio at Domino’s. Die Aufnahme entstand im Szene-Lokal Domino’s Restaurant, einem beliebten Tanztreff in Cortland, für den die Band längere Zeit spielte und so erste lokale Bekanntheit erlangte. Das Repertoire enthielt neben wenigen Eigenkompositionen hauptsächlich Chartmusik der 1950er und 60er Jahre.

### Elf
Die Band Ronnie Dio & The Prophets hatte bis zum Jahr 1967 Bestand. Neben einigen Besetzungswechseln änderte man auch den Namen in The Electric Elves. Einer Anekdote zufolge entstand der Name aufgrund einer Hänselei des damaligen Gitarristen Dick Botoff, der sich darüber lustig machte, dass der zweite Gitarrist Nick Pantas aufgrund seiner geringen Körpergröße und seiner Schuhe wie ein Elf aussehe. Fortan trug dieser den Spitznamen „Elf“.
Das optische und akustische Erscheinungsbild der Band wandte sich allerdings mehr und mehr ab vom Pop hin zum Rock.
Am 12. Februar 1968 wurde die Band in einen schweren Autounfall verwickelt, bei dem Gitarrist Nick Pantas ums Leben kam. Alle Insassen wurden verletzt. Dio selbst schlug mit dem Kopf gegen die Windschutzscheibe des Wagens und trug Verletzungen davon.
Erst im Mai des Jahres spielte man wieder zusammen. Man strich das Wort „Electric“ aus dem Bandnamen und nannte sich fortan The Elves. Dieser Name hatte bis ins Jahr 1972 hinein Bestand.
Zu Beginn der 1970er Jahre tourte die Band durch College-Kneipen und erstellte Material für ein erstes Studioalbum, zu dem ihr jedoch ein Plattenvertrag fehlte. Eines Abends wurden Ian Paice und Roger Glover von Deep Purple Zeuge eines Auftrittes der Band und boten ihr an, die Platte zu produzieren. Das erste, schlicht Elf genannte, Album erschien auf dem bandeigenen Label Purple Records. Aufgrund der Beziehung zu Paice und Glover konnte sie, nun unter dem Namen Elf, als Vorgruppe von Deep Purple auf deren US-Tour 1972 auftreten.
Nach erneuten Besetzungswechseln gab Dio den Bass auf, um sich auf seinen Gesang zu konzentrieren. Die Band wechselte für die Produktion ihres zweiten Albums den Standort und zog nach England um. Als Produzent fungierte erneut Roger Glover, auf dessen Solo-Projekt Butterfly-Ball and the Grasshopper’s Feast Dio ein paar Songs interpretierte. 1974 erschien die zweite Platte von Elf. Man gab ihr zwei verschiedene Titel, Carolina County Ball in Europa und LA / 59 in Amerika und Japan. In dieser Zeit wurde das Interesse von Ritchie Blackmore, dem Gitarristen von Deep Purple, an Dio geweckt. Das dritte und letzte Album der Band Elf erschien 1975 unter dem Titel Trying to Burn the Sun. Die Platte erlangte Bekanntheit innerhalb der Rockszene.

### Rainbow

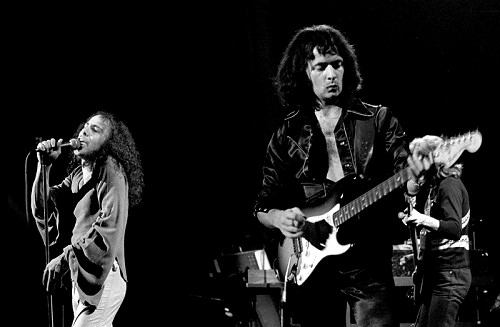
Dio (links) mit Ritchie Blackmore (1977)

Noch während der Arbeiten am Album entstanden in Zusammenarbeit von Dio und Blackmore zwei Songs, die auf einer Single erscheinen sollten: Black Sheep of the Family und Sixteenth Century Greensleeves. Die Single erschien jedoch nicht, vielmehr formierte Ritchie Blackmore, der Deep Purple verlassen hatte, den Rest der Band Elf zu seinem neuen Projekt Rainbow. Mit dieser Band nahm Dio mehrere erfolgreiche Alben auf, darunter auch Klassiker wie „Rainbow Rising“ und „Live on Stage“. Die Band ging international auf Tour und konnte einige Bekanntheit erlangen.
1976 wurde das Verhältnis zwischen Dio und Blackmore zunehmend belastet, da beide zunehmend unterschiedliche musikalische Ziele verfolgen wollten. In einem Interview äußerte Dio, er sei dem gitarrenorientierten Heavy Rock zugeneigt gewesen, während Blackmore Rainbow kommerzieller ausrichten wollte. Ende 1978 trennten sich die Wege der beiden, als Blackmore sämtliche Mitglieder außer Cozy Powell entließ, obwohl die Band gerade an einem Album arbeitete.

### Black Sabbath und Solo
Dio schloss sich daher ab November Black Sabbath an, die einen Ersatz für Ozzy Osbourne suchten. Trotz anfänglicher Skepsis vieler Fans wurde das erste Album Heaven and Hell (1980) zu einem der bedeutendsten Heavy-Metal-Alben aller Zeiten. Auf der Tour zu diesem Album verwendete er zum ersten Mal die Mano cornuta, die sich daraufhin zu einem festen Bestandteil der Metal-Szene entwickelte. Das ein Jahr später veröffentlichte zweite Album Mob Rules konnte an den Erfolg des ersten Albums anknüpfen. Doch schon während des Mischens des Live-Albums "Live Evil" verließ Dio die Band. Gitarrist und Bandleader Tony Iommi warf ihm vor, zu sehr die Kontrolle übernehmen zu wollen und bezeichnete ihn sogar als "eine Art Hitler". Dio soll mit Drummer Vinnie Appice sogar ins Studio eingebrochen sein, um das Album heimlich nachzumischen. Seine Frau Wendy sagte jedoch später in einem Interview, dass Dio nicht in das Studio eingebrochen sei. So trennte sich der Sänger nach drei Jahren wieder von Black Sabbath und gründete im Oktober 1982 u. a. mit Appice seine eigene Band Dio.
Der Stil seiner nach ihm benannten Band kann als eine Melange von Rainbow und Black Sabbath angesehen werden: Ein dynamischer Hard Rock bzw. Heavy Metal mit Texten, die meist mystisch, geheimnisvoll und voller Rätsel sind und sich durch eine expressive Bildersprache auszeichnen. Die Gruppe nahm bis 1990 die Alben Holy Diver, The Last in Line, Sacred Heart, Dream Evil und Lock Up the Wolves auf. Der Stil der Band diente vielen Musikern als Vorlage, wodurch das Subgenre Power Metal entwickelt wurde.
1991 schloss er sich erneut Black Sabbath an. Mit der Besetzung des "Mob Rules"-Albums aus Tony Iommi, Geezer Butler und Vinnie Appice nahm er 1992 sein drittes Studioalbum, "Dehumanizer", auf. Er trennte sich im selben Jahr später wieder von der Band, da Ozzy Osbourne auf den letzten beiden Konzerten in Costa Mesa seiner damaligen Abschiedstour ("No More Tours" 1991–1992) mit Black Sabbath im Zusammenhang einer Reunion spielen wollte, Dio jedoch aufgrund seiner Differenzen mit Osbourne nicht mit diesem die Bühne teilen wollte. Er blieb darüber hinaus weiterhin der Sänger und Bandleader von Dio. Die unmittelbar nach der Trennung von Black Sabbath entstandenen Alben Strange Highways und Angry Machines konnten nicht an seinen Erfolg in den Achtzigern anknüpfen. Wegen eines sich ändernden Zeitgeist aufgrund der Popularität der englischen Clubkultur, der Grunge-Bewegung und des Brit-Pop von Anfang bis Ende der 1990er hatten viele klassische Metal-Bands nur noch mäßigen kommerziellen Erfolg, so auch Dio. Die letzten Dio-Alben wurden in Teilen selbst in der Szene-Presse zwiespältig aufgenommen bzw. rezensiert.

### Hear ’n Aid
Erwähnenswert ist auch das von Dio gestartete Projekt Hear ’n Aid (1986). Nach dem Vorbild von Band Aid brachte Dio verschiedene Musiker des Hardrocks und Heavy Metals zusammen, um den Song Stars aufzunehmen. Mitwirkende Musiker an dem Projekt waren u. a. der Queensrÿche-Sänger Geoff Tate, Dave Murray und Adrian Smith von Iron Maiden, Rob Halford von Judas Priest, Yngwie J. Malmsteen, Don Dokken (Dokken), Paul Shortino (Rough Cutt), Eric Bloom und Donald „Buck Dharma“ Roeser von Blue Öyster Cult, Neal Schon und viele andere.

### Heaven and Hell

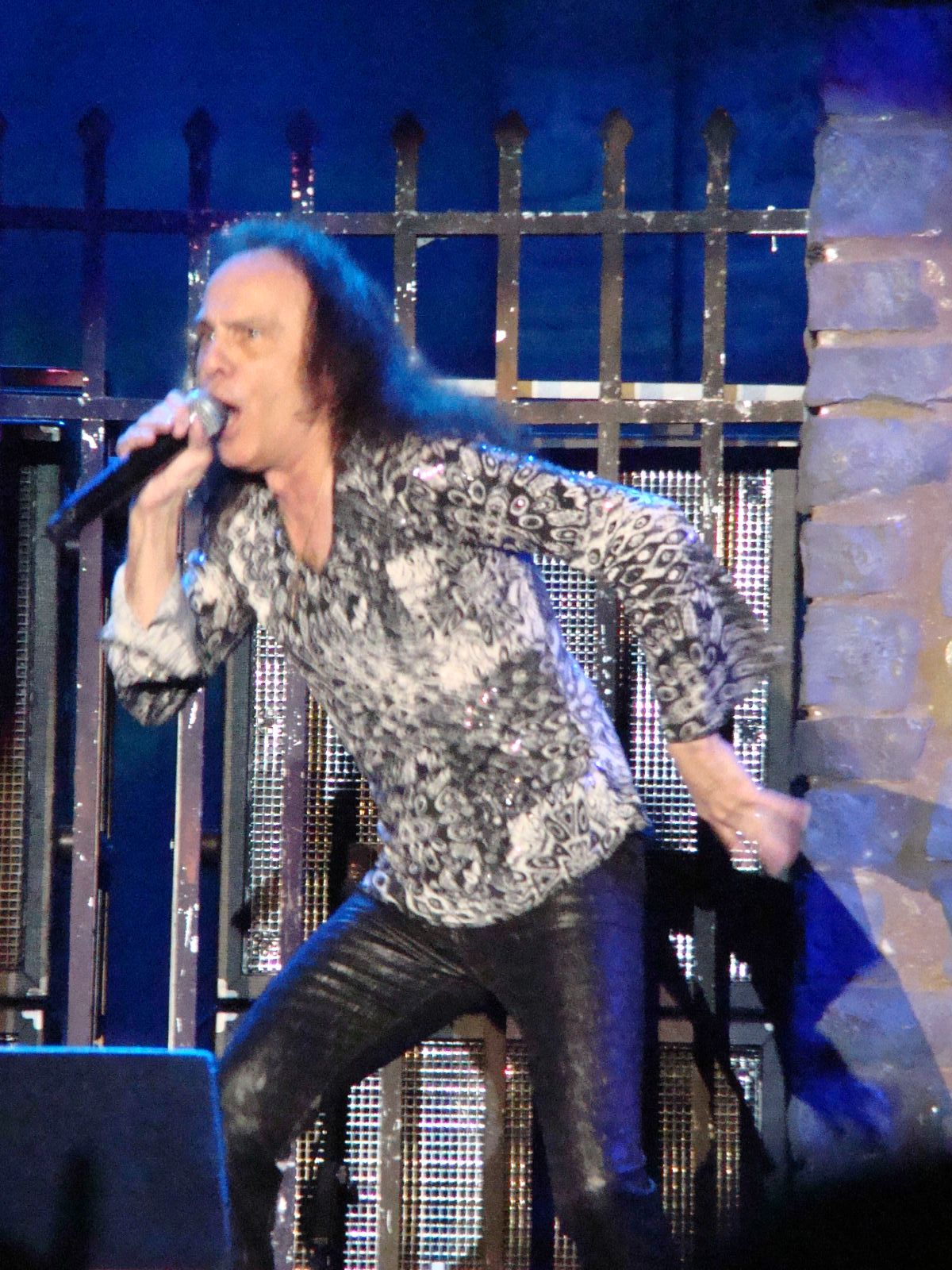
Dio live mit Heaven and Hell

2007 ergab sich eine zweite Reunion von Black Sabbath mit der "Mob Rules"-Besetzung mit Dio. Als Black Sabbath nahmen die Musiker drei neue Songs auf: "The Devil Cried", "Shadow of the Wind" und "Ear in the Wall". Diese drei Lieder waren eigentlich für ein Studioalbum gedacht, wurden dann jedoch auf der Kompilation "The Dio Years" von Black Sabbath veröffentlicht.
Da Black Sabbath jedoch gerade auch an der Reunion mit Ozzy Osbourne arbeitete, entschlossen sich Dio, Tony Iommi, Geezer Butler und Vinnie Appice aus rechtlichen Gründen unter dem Namen Heaven and Hell auf Tournee zu gehen. Die erste offizielle Veröffentlichung der Band "Heaven and Hell" war die Live-Aufnahme "Live from Radio City Music Hall".
Am 24. April 2009 erschien das erste und zugleich letzte Album von Heaven And Hell mit dem Titel The Devil You Know, dieses wurde auch das letzte Studioalbum von Ronnie James Dio. Ebenfalls 2009 trat Heaven and Hell auf dem Wacken Open Air als Headliner auf. Das Konzert wurde später unter dem Namen "Neon Nights: 30 Years of Heaven & Hell – Live at Wacken" veröffentlicht.

### Gastauftritte
2006 sang und spielte Ronnie James Dio im Film und dem dazugehörigen Album The Pick Of Destiny von Tenacious D mit. In diesem Streifen betet der junge JB (Jack Black) zu Dio, der ihm durch ein Wandposter die Botschaft übermittelt, er müsse nach Hollywood, Los Angeles, gehen, um ein Rockstar zu werden. Tenacious D hatte bereits bei Dio im Musikvideo des Liedes "Push" einen Gastauftritt.
Ebenfalls 2006 sang er beim Konzept-Album "Operation: Mindcrime II" von Queensrÿche die Rolle des Dr. X.
2010 kurz vor Dios Tod sang er bei der Band The Rods seines Cousins 2. Grades David „Rock“ Feinstein das Lied "The Code" sowie bei dessen Solo-Projekt für das Album "Bitten by the Beast" den Song "Metal will never Die". Dieses Lied wurde seine letzte Aufnahme.

### Erkrankung und Tod

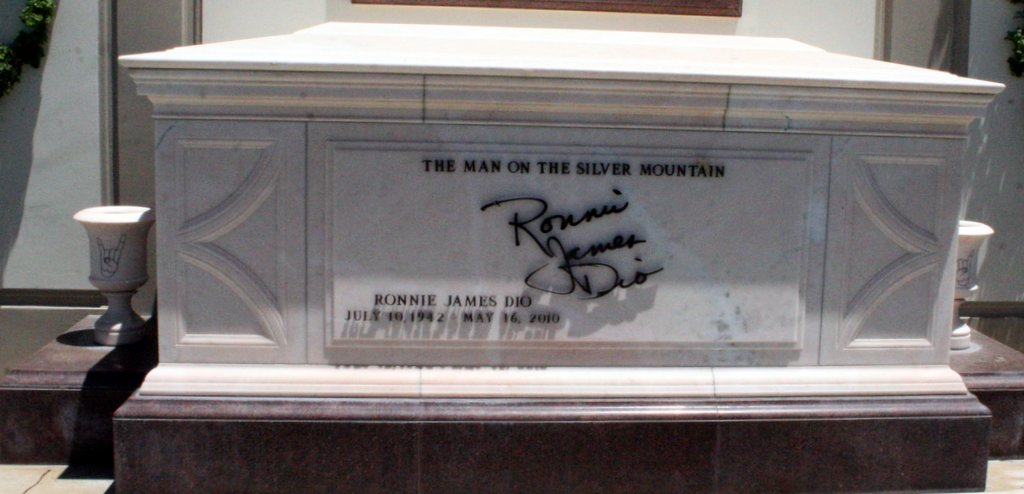
Grab auf dem Forest Lawn Memorial Park

Am 25. November 2009 gab seine Frau Wendy Dio bekannt, dass Ärzte bei ihm Magenkrebs im Frühstadium entdeckt hätten.
Am 16. Mai 2010 verstarb Ronnie James Dio im Alter von 67 Jahren, nachdem er sich im April noch optimistisch gezeigt hatte, den Krebs zu besiegen. Kurz vor Dios Tod sagte seine Band Heaven & Hell ihre Tour ab, wovon auch zahlreiche Festivals und Konzerte im deutschen Sprachraum betroffen waren.
Über den Sterbeort kursieren unterschiedliche Angaben. Viele Angaben betiteln Houston (Texas) als Sterbeort, wo der Sänger während der Erkrankung behandelt wurde – dies wurde auch im Nachruf vom Classic-Rock-Magazin so dargestellt. Allerdings pendelte Ronnie James Dio zwischen Houston und seinem Wohnort Los Angeles. Seine Witwe Wendy stellte 2021 in einem Interview klar, dass die Angabe „Houston“ falsch sei und Dio tatsächlich an seinem Heimatort Los Angeles gestorben sei.
Er wurde am 30. Mai 2010 auf dem Forest Lawn Memorial Park in Los Angeles beigesetzt.
Die Band löste sich daraufhin auf. Die Mitglieder gründeten jedoch ein Jahr später mit dem ehemaligen Judas-Priest-Sänger Tim „Ripper“ Owens und dem Little-Angels-Sänger Toby Jepson die Band Dio Disciples (Dios Schüler). Diese Band spielt Dios bekannteste Songs live auf der Bühne. Toby Jepson wurde 2012 durch den Lynch-Mob-Sänger Oni Logan ersetzt, außerdem traten auch für eine Tour u. a. Doro Pesch und der Black-Sabbath- und DIO-Drummer Vinnie Appice als Gastmusiker auf. Auf dem Wacken Open Air 2016 trat Ronnie James Dio in Form eines Hologramms bei Dio Disciples auf.

## Bedeutung

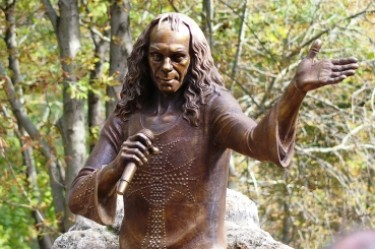
Eine Statue zu Ehren von Ronnie James Dio in Kawarna, Bulgarien

Ronnie James Dio gilt als eine der bedeutendsten Persönlichkeiten des Heavy Metal. Immens viele Musiker dieses Genres bezeichnen Dio als Inspirationsquelle.
Hier eine kleine Auswahl an Aussagen:
- Lars Ulrich, der Schlagzeuger der Band Metallica, meinte, dass er bereits zu Elf-Zeiten Dios Fan Nr. 1 in Dänemark gewesen sei und ohne ihn wohl niemals auf eine Bühne gestiegen wäre.[15]
- Auch die deutsche Metal Queen Doro Pesch bezeichnet Ronnie James Dio als eine ihrer Hauptinspirationen und empfand das Hören der Platten von 1980, 1981 und 1983 (Black Sabbath - Heaven and Hell, Mob Rules und DIO - Holy Diver) von ihm als eines der einschneidendsten Erlebnisse ihres Lebens.[16]
- Auch Joey DeMaio von Manowar sah Dio als Hauptinspiration und als den Meister des Metal.[17]
- Tobias Sammet von Edguy und Avantasia nannte ihn ein Parade-Beispiel für einen Metal-Sänger.[18]
- Hollywood-Schauspieler und Sänger von Tenacious D, Jack Black, verehrte Dio als seinen Lieblingssänger und besten Sänger im Metal-Bereich.[19] Darauf wird auch im Film Kings of Rock – Tenacious D Bezug genommen, wobei der Name Dio als Wortspiel für Deus benutzt wird.
- Axel Rudi Pell bezeichnete ihn als persönlichen Helden.[20]
- Nicolas Van Dyk von Redemption ließ verlauten, dass mit Dios Tod auch die Stimme des Metal tot sei.[21]
- Jørn Lande bezeichnete Dio auch als seine Hauptinspiration.
- Udo Dirkschneider nannte Dio einen der besten Sänger aller Zeiten und ehrte ihn auch als einen der besten Songwriter.[22]
- Ozzy Osbourne galt zwar immer als Dios "Feind", doch auch er sagte, dass Dio einer der besten Sänger aller Zeiten war.[23]
- 2022 widmete ihm die Michael Schenker Group auf deren Album Universal das Lied A King has gone.
- Die Schweizer Band Burning Witches  spielte von Dio den Song Holy Diver ein.[24]

Doch nicht nur für sein musikalisches Talent war er beliebt. Unter anderem Tony Iommi von Black Sabbath, Ian Gillan von Deep Purple, Twisted Sister, KISS und Iron Maiden bezeichneten ihn außerdem als nettesten und herzensguten Menschen.

## Diskografie

### Studioalben
| Jahr                          | Titel Musiklabel Katalog-Nr. | Anmerkungen                                                                                          |
| ----------------------------- | ---------------------------- | --- |
| als Ronnie Dio & The Prophets |                              | |
|                               |                              | |
| 1963                          | Dio at Domino’s Jove J-108   | Das Album wurde als Livealbum vertrieben, es wurde jedoch lediglich live in einem Studio aufgenommen |

### Tributealben
- 1999: Holy Dio – A Tribute to the Voice of Metal: Ronnie James Dio (Century Media)
- 2010: Magic – A Tribute to Ronnie James Dio (Magic Circle Music)
- 2014: This Is Your Life (Rhino Records)

### Singles
| Jahr                          | Titel Musiklabel Katalog-Nr.                      | B-Seite                               | Anmerkungen                                                           |
| ----------------------------- | ------------------------------------------------- | ------------------------------------- | --------------------------------------------------------------------- |
| als Ronnie Dio & The Red Caps |                                                   |                                       |                                                                       |
|                               |                                                   |                                       |                                                                       |
| 1958                          | Conquest Reb 59-45-105                            | Lover                                 | Dio war bei keinem dieser Lieder Leadsänger, er war lediglich Bassist |
| 1960                          | An Angel Is Missing Seneca S 178-102              | What I’d Say                          |                                                                       |
| als Ronnie Dio & The Prophets |                                                   |                                       |                                                                       |
|                               |                                                   |                                       |                                                                       |
| 1962                          | The Ooh-Poo-Pah-Doo Atlantic 2145                 | Love Pains                            |                                                                       |
| 1962                          | Gonna Make It Alone Lawn 218                      | Swingin’ Street                       |                                                                       |
| 1963                          | Mr. Misery Swan 4165                              | Our Year                              |                                                                       |
| 1963                          | Che tristezza senza te (Mr. Misery) Derby DB 5084 | Our Year                              | Mr. Misery ist in Italienisch, Our Year in Englisch                   |
| 1964                          | Mr. Misery Stateside 35-ESS.21                    | Our Year                              |                                                                       |
| 1964                          | Love Potion No. 9 Valex 001                       | Love Potion No. 9                     |                                                                       |
| 1965                          | Say You’re Mine Again Kapp 697                    | Where You Gonna Run to Girl           |                                                                       |
| 1965                          | Smiling by Day (Crying by Night) Kapp 725         | Dear Darling (I Won’t Be Comin’ Home) |                                                                       |
| 1965                          | Walking Alone Kapp 770                            | The Way of Love                       |                                                                       |
| 1967                          | Walking in Different Circles Parkway P-143        | 10 Days with Brenda                   |                                                                       |

### Gastbeiträge
- 1963: Bobby Comstock & the Counts: Run My Heart 7″-Single
- 1970: Austin Gravelding: Self Made Man (1970)
- 1974: Roger Glover: Sitting in a Dream, Love Is All und Homeward auf The Butterfly Ball and the Grasshopper’s Feast
- 1978: David Coverdale: Give Me Kindness (Backgroundgesang) auf Northwinds
- 1980: Kerry Livgren: Mask of the Great Deceiver und To Live for the King auf Seeds of Change
- 1983: Heaven: Where Angels Fear to Tread auf Where Angels Fear to Tread
- 1984: Rough Cutt: Take Her (Songwriting) auf Rough Cutt (1984)
- 1986: Hear ’n Aid: Stars (auch Single) und Hungry for Heaven auf Hear ’n Aid
- 1996: Dog Eat Dog: Games auf Play Games
- 1997: Munetaka Higuchi with Dream Castle: What Cost War auf Free World
- 1998: Pat Boone: Holy Diver auf In a Metal Mood: No More Mr. Nice Guy
- 1999: Welcome to My Nightmare auf Humanary Stew: A Tribute to Alice Cooper
- 1999: Dream On auf Not the Same Old Song and Dance: A Tribute to Aerosmith
- 2000: Deep Purple: Sitting in a Dream und Love Is All auf Live at the Royal Albert Hall
- 2001: Deep Purple: Sitting in a Dream, Love Is All, Fever Dreams und Rainbow in the Dark auf Live at the Rotterdam Ahoy
- 2001: Deep Purple: Diverse auf The Soundboard Series
- 2005: Eddie Ojeda: Tonight auf Axes 2 Axes
- 2006: Ian Gillan: Day Late and a Dollar Short auf Gillan’s Inn
- 2006: Queensrÿche: als Dr. X auf Operation: Mindcrime II
- 2006: Tenacious D: Kickapoo auf The Pick of Destiny (2006)
- 2008: Girlschool: I Spy (Dio/Iommi Mix) auf Legacy (2008)
- 2008: God Rest Ye Merry Gentlemen auf We Wish You a Metal Xmas and a Headbanging New Year
- 2010: David „Rock“ Feinstein: Metal Will Never Die auf Bitten by the Beast (Posthume Veröffentlichung)
- 2011: The Rods: The Code auf Vengeance (Posthume Veröffentlichung)

## Filme und Dokumentationen
- 1981: Black and Blue (Dokumentation)
- 1985: Live Aid (mit Black Sabbath)
- 1991: Blood Sister (Meng xing xue wei ting) (Kinofilm)
- 1992: The Black Sabbath Story Vol. 2 (Kurzdokumentation)
- 1996: In a Metal Mood (Dokumentation zur Pat Boones Album)
- 2000: Deep Purple in Concert with the London Symphony Orchestra (Dokumentation)
- 2001: Satan’s Top Forty (Kurzdokumentation)
- 2002: VH-1 Where Are They Now – Hair Bands (Episode)
- 2004: The Greatest – 100 Most Metal Moments (Episode)
- 2005: Metal: A Headbangers Journey (Dokumentation)
- 2005: Motörhead: Stage Fright
- 2006: Heavy: The Story of Heavy Metal (Dokumentation)
- 2006: Brick by Brick: The Building of Gillan’s Inn (Kurzdokumentation)
- 2006: Tenacious D in the Pick of Destiny (Kinofilm) (2006)
- 2007: Highway Star: A Journey in Rock (Dokumentation)
- 2009: Iron Maiden: Flight 666 (Dokumentation)
- 2009: That Metal Show – Season 2, Episode 8: Heaven & Hell